# Вискёттер, Тим
Тим Вискёттер (нем. Tim Wieskötter; 12 марта 1979, Эмсдеттен) — немецкий гребец-байдарочник, выступал за сборную Германии в начале 2000-х — середине 2010-х годов. Чемпион летних Олимпийских игр в Афинах, обладатель серебряной и бронзовой олимпийских медалей, семикратный чемпион мира, 11-кратный чемпион Европы, многократный победитель и призёр первенств национального значения.

## Биография
Тим Вискёттер родился 12 марта 1979 года в городе Эмсдеттене. Активно заниматься греблей на байдарке начал в возрасте одиннадцати лет, первое время тренировался в местной гребной секции, затем проходил подготовку в гребном клубе Потсдама под руководством тренера Клеменса Пармана.
Первого серьёзного успеха на взрослом международном уровне добился в 2000 году, когда стал партнёром Рональда Рауэ и побывал на чемпионате Европы в польской Познани, откуда привёз награды золотого и серебряного достоинства, выигранные в двойках на дистанциях 500 и 200 метров соответственно. Благодаря череде удачных выступлений удостоился права защищать честь страны на летних Олимпийских играх в Сиднее, где вместе с Рауэ выиграл бронзовую медаль на пятистах метрах, уступив на финише командам из Венгрии и Австралии.
В 2001 году совместно с Рауэ сделал золотой дубль на европейском первенстве в Милане, победив в обеих своих дисциплинах — на двухстах и пятистах метрах. При этом на чемпионате мира в Познани получил золото на полукилометровой дистанции и серебро на двухсотметровой. Год спустя, успешно выступив на чемпионате Европы, добавил в послужной список ещё одно золото с чемпионата мира — на соревнованиях в испанской Севилье в двойках обогнал всех соперников на дистанции 500 метров и финишировал третьим в гонке на 200 метров. Ещё через год на первенстве мира в американском Гейнсвилле в точности повторил эти результаты, пополнил медальную коллекцию ещё одним золотом и ещё одним серебром. Будучи одним из лидеров немецкой национальной сборной, успешно прошёл квалификацию на Олимпийские игры 2004 года в Афины, где в итоге одержал самую значимую победу в своей спортивной карьере, вместе с неизменным напарником Рональдом Рауэ стал олимпийским чемпионом в дисциплине K-2 500 м.
На чемпионате мира 2005 года в хорватском Загребе Вискёттер завоевал золотую медаль в двойках на двухстах метрах, в следующем сезоне на аналогичных соревнованиях в венгерском Сегеде повторил это достижение и дополнительно заслужил чемпионское звание на полукилометровой дистанции. На домашнем мировом первенстве в Дуйсбурге в 2007 году со своей двухместной байдаркой в очередной раз был лучшим в гонке на 500 метров и добыл серебро в заездах на 200 метров. Благополучно отобрался на Олимпийские игры в Пекин, пытался повторить здесь успех четырёхлетней давности, однако на сей раз они с Рауэ вынуждены были довольствоваться серебряной медалью — в финальном заезде их обошли испанцы Сауль Кравиотто и Карлос Перес.
После трёх Олимпиад Тим Вискёттер остался в основном составе немецкой национальной сборной и продолжил принимать участие в крупнейших международных регатах, хотя с Рауэ он сотрудничество прекратил, пересев в четырёхместную байдарку. Так, в четвёрках на тысяче метрах он выиграл золотую медаль на чемпионате Европы 2010 года. Позже участвовал в летних Олимпийских играх 2012 года в Лондоне, где их четвёрка боролась на километровой дистанции за победу, но в решающем заезде показала лишь четвёртый результат, немного не дотянув до призовых позиций. 30 января 2014 года Вискёттер официально объявил о завершении карьеры профессионального спортсмена, уступив место в сборной молодым немецким гребцам. В настоящее время работает в ассоциации каноэ Потсдама.